# Grafiska sällskapet

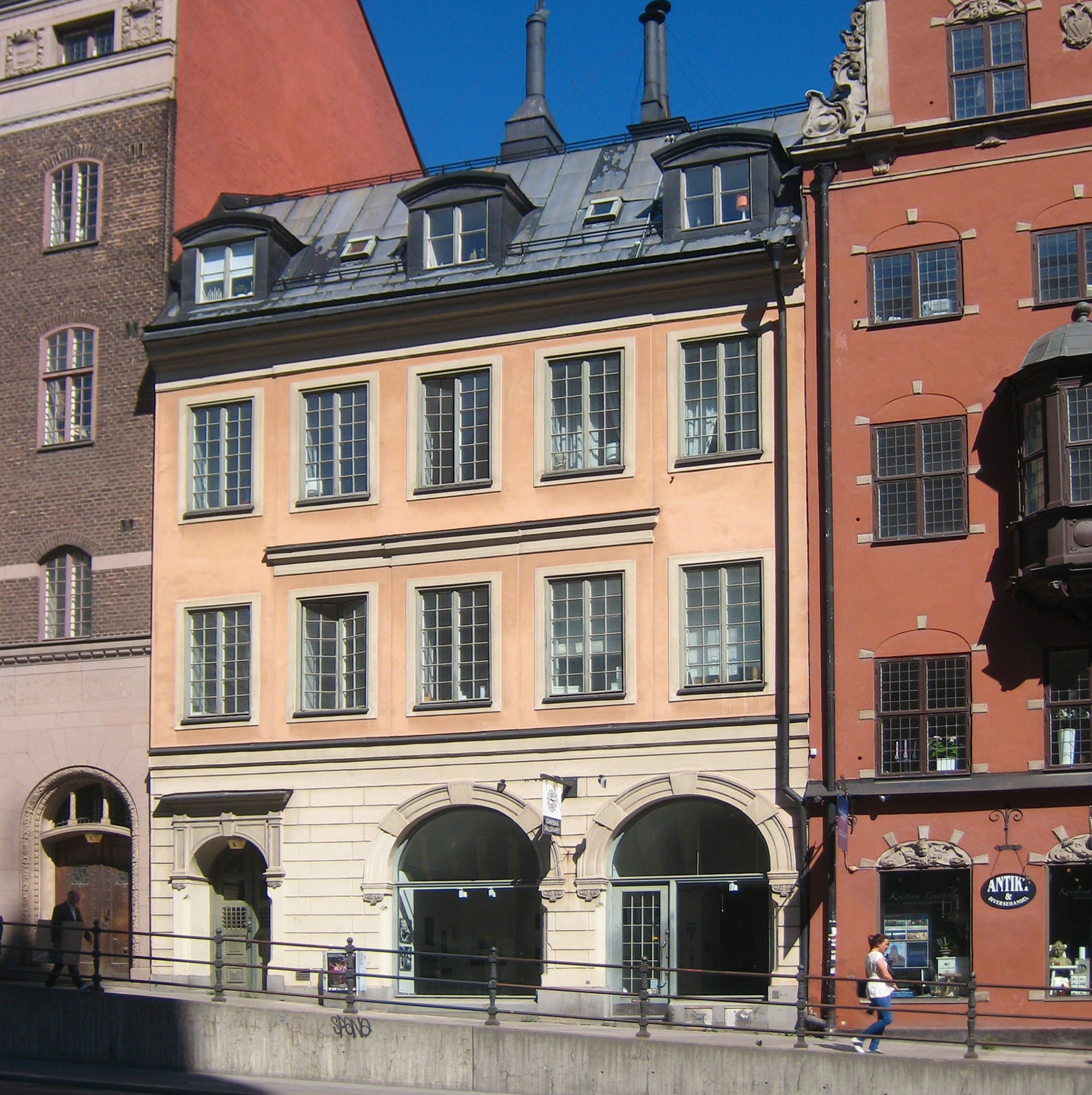
Grafiska sällskapets galleri på Hornsgatan 6.

Grafiska sällskapet är en sammanslutning av svenska grafiker och grafikintresserade konstnärer, grundat 1910 i Stockholm. Sällskapet driver ett galleri på Hornsgatan 6, som 1970-1995 låg i Konstakademiens hus på Rödbodtorget 2. 
Sällskapet ger ut tidningen Grafiknytt.